# 사라이

킵차크 칸국과 사라이

사라이(Sarai)는 킵차크 칸국의 옛 수도이다. 페르시아어로 '궁전'이라는 뜻이다. 한자로는 살래(薩萊)로 표기된다. 신 · 구 두 도시로 구성되어 있다.
현재의 러시아 볼가강 하류의 동부에 위치했었다.

## 같이 보기
- 옐리스타